# William Henschen
Wilhelm "William" August Henschen, född 11 april 1842 i Uppsala, död 31 augusti 1925 i Chicago, var en svenskamerikansk publicist.
Wilhelm Henschen var son till Lars Vilhelm Henschen och Augusta Munck af Rosenschöld. Han blev student vid Uppsala universitet 1857, filosofie kandidat där 1862 och disputerade 1863 med en avhandling om David Humes filosofiska betydelse. Därefter fortsatte han med naturvetenskapliga och medicinska studier i Uppsala och Berlin men avbröt dessa för att bli lärare, först i Lund och från 1867 i Helsingborg. Henschen utvandrade 1870 till USA och slog sig ned i Florida, där han stannade till 1872. Därefter flyttade han till Brooklyn där han en tid arbetade på kontor, innan han 1873 tog över som redaktör för Nordstjernan. 1874 blev han istället redaktör för tidningen Norden. Henschen tillhörde i Brooklyn en presbyteriansk församling, men överflyttade 1875 till Illinois där han anslöt sig till metodistkyrkan och blev rektor för metodisternas predikantskola i Evanston. Här blev han 1875–1882, 1889–1898 och 1902–1911 redaktör för tidningen Sändebudet. Efter sin tid som rektor blev han 1883 pastor i Tamestown, New York och var därefter 1898–1902 metodistpastor i församlingen i Galva. 1885–1889 var Henschen bosatt i Sverige och var då 1885–1887 redaktör för Svenska sändebudet och 1886–1889 föreståndare för metodisternas predikantskola i Uppsala.